# Elephantomyina
Elephantomyina is een ondergeslacht van het geslacht van insecten Elephantomyia binnen de familie steltmuggen (Limoniidae).

## Soorten
Deze lijst van 1 stuks is mogelijk niet compleet.
- E. (Elephantomyina) supernumeraria (Alexander, 1921)